# 3 000 meter hinder för damer i friidrott vid olympiska sommarspelen 2016
Damernas 400 meter hinder vid olympiska sommarspelen 2016, i Rio de Janeiro i Brasilien avgjordes den 13-15 augusti på Estádio Olímpico João Havelange.

## Medaljörer
| Spel               | Guld               | Silver               | Brons           |
| 3 000 meter hinder | Ruth Jebet Bahrain | Hyvin Jepkemoi Kenya | Emma Coburn USA |

## Resultat

### Heat

#### Heat 1
| Placering | Namn                     | Nationalitet | Tid     | Noteringar |
| --------- | ------------------------ | ------------ | ------- | ---------- |
| 1         | Ruth Jebet               | Bahrain      | 9:12,62 | Q          |
| 2         | Sofia Assefa             | Etiopien     | 9:18,75 | Q          |
| 3         | Gesa Felicitas Krause    | Tyskland     | 9:19,70 | Q          |
| 4         | Colleen Quigley          | USA          | 9:21,82 | q          |
| 5         | Lydia Rotich             | Kenya        | 9:30,21 | q          |
| 6         | Mariya Shatalova         | Ukraina      | 9:30,89 | PB         |
| 7         | Peruth Chemutai          | Uganda       | 9:31,03 | PB         |
| 8         | Charlotta Fougberg       | Sverige      | 9:31,16 |            |
| 9         | Özlem Kaya               | Turkiet      | 9:32,03 | SB         |
| 10        | Sviatlana Kudzelitj      | Belarus      | 9:32,93 | SB         |
| 11        | Fadwa Sidi Madane        | Marocko      | 9:32,94 | SB         |
| 12        | Diana Martín             | Spanien      | 9:44,07 |            |
| 13        | Ingeborg Løvnes          | Norge        | 9:44,85 |            |
| 14        | Kerry O'Flaherty         | Irland       | 9:45,35 | SB         |
| 15        | Juliana Paula dos Santos | Brasilien    | 9:45,95 |            |
| 16        | Erin Teschuk             | Kanada       | 9:53,70 |            |
| 17        | Anju Takamizawa          | Japan        | 9:58,59 |            |

#### Heat 2
| Placering | Namn               | Nationalitet | Tid      | Noteringar |
| --------- | ------------------ | ------------ | -------- | ---------- |
| 1         | Beatrice Chepkoech | Kenya        | 9:17,55  | Q          |
| 2         | Emma Coburn        | USA          | 9:18,12  | Q          |
| 3         | Habiba Ghribi      | Tunisien     | 9:18,71  | Q, SB      |
| 4         | Lalita Babar       | Indien       | 9:19,76  | q, NR      |
| 5         | Madeline Hills     | Australien   | 9:24,16  | q, SB      |
| 6         | Fabienne Schlumpf  | Schweiz      | 9:30,54  | q, NR      |
| 7         | Hiwot Ayalew       | Etiopien     | 9:35,09  |            |
| 8         | Matylda Kowal      | Polen        | 9:35,13  | PB         |
| 9         | Sanaa Koubaa       | Tyskland     | 9:35,15  | PB         |
| 10        | Victoria Mitchell  | Australien   | 9:39,40  | SB         |
| 11        | Michelle Finn      | Irland       | 9:49,45  |            |
| 12        | Tigest Mekonin     | Bahrain      | 9:49,92  |            |
| 13        | Maria Bernard      | Kanada       | 9:50,17  |            |
| 14        | Meryem Akda        | Turkiet      | 9:50,28  |            |
| 15        | Sandra Eriksson    | Finland      | 9:56,77  |            |
| 16        | Luiza Gega         | Albanien     | 9:58,49  |            |
| 17        | Nastassia Puzakova | Belarus      | 10:14,08 |            |
| 18        | Amina Bettiche     | Algeriet     | 10:26,91 |            |

#### Heat 3

Officiella videohöjdpunkter

| Placering | Namn                 | Nationalitet   | Tid      | Noteringar |
| --------- | -------------------- | -------------- | -------- | ---------- |
| 1         | Hyvin Jepkemoi       | Kenya          | 9:24,61  | Q          |
| 2         | Genevieve LaCaze     | Australien     | 9:26,25  | Q          |
| 3         | Courtney Frerichs    | USA            | 9:27,02  | Q          |
| 4         | Geneviève Lalonde    | Kanada         | 9:30,24  | q          |
| 5         | Zhang Xinyan         | Kina           | 9:31,47  |            |
| 6         | Anna-Emilie Møller   | Danmark        | 9:32,68  | AJR, NR    |
| 7         | Etenesh Diro         | Etiopien       | 9:34,70  | q          |
| 8         | Aisha Praught        | Jamaica        | 9:35,79  | q          |
| 9         | Sudha Singh          | Indien         | 9:43,29  |            |
| 10        | Salima Elouali Alami | Marocko        | 9:44,83  |            |
| 11        | Eliane Saholinirina  | Madagaskar     | 9:45,92  |            |
| 12        | Sara Louise Treacy   | Irland         | 9:46,24  | q          |
| 13        | Ancuța Bobocel       | Rumänien       | 9:46,28  |            |
| 14        | Tuğba Güvenç         | Turkiet        | 9:49,93  | SB         |
| 15        | Maya Rehberg         | Tyskland       | 9:51,73  |            |
| 16        | Belén Casetta        | Argentina      | 9:51,85  |            |
| 17        | Lennie Waite         | Storbritannien | 10:14,18 |            |

### Final
| Placering | Namn                  | Nationalitet | Tid     | Noteringar |
| --------- | --------------------- | ------------ | ------- | ---------- |
| 1         | Ruth Jebet            | Bahrain      | 8:59,75 | AR         |
| 2         | Hyvin Jepkemoi        | Kenya        | 9:07,12 |            |
| 3         | Emma Coburn           | USA          | 9:07,63 | AR         |
| 4         | Beatrice Chepkoech    | Kenya        | 9:16,05 | PB         |
| 5         | Sofia Assefa          | Etiopien     | 9:17,15 | SB         |
| 6         | Gesa Felicitas Krause | Tyskland     | 9:18,41 | PB         |
| 7         | Madeline Hills        | Australien   | 9:20,38 | PB         |
| 8         | Colleen Quigley       | USA          | 9:21,10 | PB         |
| 9         | Genevieve LaCaze      | Australien   | 9:21,21 | PB         |
| 10        | Lalita Babar          | Indien       | 9:22,74 |            |
| 11        | Courtney Frerichs     | USA          | 9:22,87 |            |
| 12        | Habiba Ghribi         | Tunisien     | 9:28,75 |            |
| 13        | Lydia Rotich          | Kenya        | 9:29,90 |            |
| 14        | Aisha Praught         | Jamaica      | 9:34,20 |            |
| 15        | Etenesh Diro          | Etiopien     | 9:38,77 |            |
| 16        | Geneviève Lalonde     | Kanada       | 9:41,88 |            |
| 17        | Sara Louise Treacy    | Irland       | 9:52,70 |            |
| 18        | Fabienne Schlumpf     | Schweiz      | 9:59,30 |            |